# A Doktor House epizódjainak listája
Ez a cikk a Doktor House című sorozat epizódjait tartalmazza.

## Évados áttekintés
| Évad | Évad | Részek száma | Részek száma | Eredeti sugárzás     | Eredeti sugárzás | Eredeti adó | Magyar sugárzás     | Magyar sugárzás     | Magyar adó |
| Évad | Évad | Részek száma | Részek száma | Évadbemutató         | Évadzáró         | Eredeti adó | Évadbemutató        | Évadzáró            | Magyar adó |
| ---- | ---- | ------------ | ------------ | -------------------- | ---------------- | ----------- | ------------------- | ------------------- | ---------- |
|      | 1.   | 22           | 22           | 2004. november 16.   | 2005. május 24.  | FOX         | 2006. március 22.   | 2006. augusztus 16. | TV2        |
|      | 2.   | 24           | 24           | 2005. szeptember 13. | 2006. május 23.  | FOX         | 2007. március 20.   | 2007. november 7.   | TV2        |
|      | 3.   | 24           | 24           | 2006. szeptember 5.  | 2007. május 29.  | FOX         | 2007. november 21.  | 2008. május 14.     | TV2        |
|      | 4.   | 16           | 16           | 2007. szeptember 25. | 2008. május 19.  | FOX         | 2008. augusztus 27. | 2008. december 10.  | TV2        |
|      | 5.   | 24           | 24           | 2008. szeptember 16. | 2009. május 11.  | FOX         | 2009. március 18.   | 2010. március 3.    | TV2        |
|      | 6.   | 22           | 22           | 2009. szeptember 21. | 2010. május 17.  | FOX         | 2010. március 10.   | 2010. november 24.  | TV2        |
|      | 7.   | 23           | 23           | 2010. szeptember 20. | 2011. május 23.  | FOX         | 2011. március 2.    | 2011. november 2.   | TV2        |
|      | 8.   | 22           | 22           | 2011. október 3.     | 2012. május 21.  | FOX         | 2012. február 29.   | 2012. november 7.   | TV2        |

## 1. évad (2004–2005)
| Sor. | Év. | Cím                                          | Rendező               | Író                                                         | Premier                              | Nézettség    |
| ---- | --- | -------------------------------------------- | --------------------- | ----------------------------------------------------------- | ------------------------------------ | ------------ |
| 1.   | 1.  | Mindenki hazudik (Everybody Lies)            | Bryan Singer          | David Shore                                                 | 2004. november 16. 2006. március 22. | 7,05 millió  |
| 2.   | 2.  | Apaság (Paternity)                           | Peter O'Fallon        | Lawrence Kaplow                                             | 2004. november 23. 2006. március 29. | 6,09 millió  |
| 3.   | 3.  | Occam borotvája (Occam's Razor)              | Bryan Singer          | David Shore                                                 | 2004. november 30. 2006. április 5.  | 6,33 millió  |
| 4.   | 4.  | Anyaság (Maternity)                          | Newton Thomas Sigel   | Peter Blake                                                 | 2004. december 7. 2006. április 12.  | 6,74 millió  |
| 5.   | 5.  | Elkárhozol, így is úgy is (Damned If You Do) | Greg Yaitanes         | Sara B. Cooper                                              | 2004. december 14. 2006. április 19. | 6,91 millió  |
| 6.   | 6.  | Szókratészi módszer (The Socratic Method)    | Peter Medak           | John Mankiewicz                                             | 2004. december 21. 2006. április 26. | 6,73 millió  |
| 7.   | 7.  | Hűség (Fidelity)                             | Bryan Spicer          | Thomas L. Moran                                             | 2004. december 28. 2006. május 3.    | 6,91 millió  |
| 8.   | 8.  | Méreg (Poison)                               | Guy Ferland           | Matt Witten                                                 | 2005. január 25. 2006. május 10.     | 12,37 millió |
| 9.   | 9.  | Újraélesztés (DNR)                           | Frederick King Keller | David Foster                                                | 2005. február 1. 2006. május 17.     | 12,75 millió |
| 10.  | 10. | Kórtörténet (Histories)                      | Dan Attias            | Joel Thompson                                               | 2005. február 8. 2006. május 24.     | 14,97 millió |
| 11.  | 11. | Elvonási tünetek (Detox)                     | Nelson McCormick      | Lawrence Kaplow és Thomas L. Moran                          | 2005. február 15. 2006. május 31.    | 14,22 millió |
| 12.  | 12. | Sport-szer (Sports Medicine)                 | Keith Gordon          | John Mankiewicz és David Shore                              | 2005. február 22. 2006. június 7.    | 15,53 millió |
| 13.  | 13. | Átok (Cursed)                                | Daniel Sackheim       | Matt Witten és Peter Blake                                  | 2005. március 1. 2006. június 14.    | 15,53 millió |
| 14.  | 14. | Irányítás (Control)                          | Randy Zisk            | Lawrence Kaplow                                             | 2005. március 15. 2006. június 21.   | 17,33 millió |
| 15.  | 15. | Maffiózók (Mob Rules)                        | Tim Hunter            | David Foster és John Mankiewicz                             | 2005. március 22. 2006. június 28.   | 17,34 millió |
| 16.  | 16. | Súlyos eset (Heavy)                          | Fred Gerber           | Thomas L. Moran                                             | 2005. március 29. 2006. július 5.    | 18,28 millió |
| 17.  | 17. | Példakép (Role Model)                        | Peter O'Fallon        | Matt Witten                                                 | 2005. április 12. 2006. július 12.   | 15,04 millió |
| 18.  | 18. | Gyerekek és a fürdővíz (Babies & Bathwater)  | Bill Johnson          | Történet: Peter Blake Tévéjáték: Peter Blake és David Shore | 2005. április 19. 2006. július 19.   | 17,48 millió |
| 19.  | 19. | Gyerekek (Kids)                              | Deran Sarafian        | Thomas L. Moran és Lawrence Kaplow                          | 2005. május 3. 2006. július 26.      | 17,14 millió |
| 20.  | 20. | A szerelem fáj (Love Hurts)                  | Bryan Spicer          | Sara B. Cooper                                              | 2005. május 10. 2006. augusztus 2.   | 18,80 millió |
| 21.  | 21. | Három sztori (Three Stories)                 | Paris Barclay         | David Shore                                                 | 2005. május 17. 2006. augusztus 9.   | 17,68 millió |
| 22.  | 22. | Mézeshetek (Honeymoon)                       | Frederick King Keller | Lawrence Kaplow és John Mankiewicz                          | 2005. május 24. 2006. augusztus 16.  | 19,52 millió |

## 2. évad (2005–2006)
| Sor. | Év. | Cím                                            | Rendező           | Író                                                                                               | Premier                                | Nézettség    |
| ---- | --- | ---------------------------------------------- | ----------------- | ------------------------------------------------------------------------------------------------- | -------------------------------------- | ------------ |
| 23.  | 1.  | Beletörődés (Acceptance)                       | Dan Attias        | Russel Friend és Garrett Lerner                                                                   | 2005. szeptember 13. 2007. március 20. | 15,91 millió |
| 24.  | 2.  | Boncolás (Autopsy)                             | Deran Sarafian    | Lawrence Kaplow                                                                                   | 2005. szeptember 20. 2007. március 28. | 13,64 millió |
| 25.  | 3.  | Ez elment vadászni… (Humpty Dumpty)            | Dan Attias        | Matt Witten                                                                                       | 2005. szeptember 27. 2007. április 4.  | 13,37 millió |
| 26.  | 4.  | TBC vagy nem TBC? (TB or Not TB)               | Peter O'Fallon    | David Foster                                                                                      | 2005. november 1. 2007. április 11.    | 12,18 millió |
| 27.  | 5.  | Apja fia (Daddy's Boy)                         | Greg Yaitanes     | Thomas L. Moran                                                                                   | 2005. november 8. 2007. április 18.    | 14,15 millió |
| 28.  | 6.  | Hajtás (Spin)                                  | Fred Gerber       | Sara Hess                                                                                         | 2005. november 15. 2007. április 25.   | 12,95 millió |
| 29.  | 7.  | Vadászat (Hunting)                             | Gloria Muzio      | Liz Friedman                                                                                      | 2005. november 22. 2007. május 2.      | 14,72 millió |
| 30.  | 8.  | Hiba (The Mistake)                             | David Semel       | Peter Blake                                                                                       | 2005. november 29. 2007. május 9.      | 14,91 millió |
| 31.  | 9.  | Megtévesztés (Deception)                       | Deran Sarafian    | Michael R. Perry                                                                                  | 2005. december 13. 2007. május 16.     | 14,52 millió |
| 32.  | 10. | Kommunikációs deficit (Failure to Communicate) | Jace Alexander    | Doris Egan                                                                                        | 2006. január 10. 2007. május 23.       | 14,83 millió |
| 33.  | 11. | A tudás: hatalom (Need to Know)                | David Semel       | Pamela Davis                                                                                      | 2006. február 7. 2007. május 30.       | 22,24 millió |
| 34.  | 12. | Figyelemelterelés (Distractions)               | Dan Attias        | Lawrence Kaplow                                                                                   | 2006. február 14. 2007. június 6.      | 19,20 millió |
| 35.  | 13. | Külcsín (Skin Deep)                            | Jim Hayman        | Történet: Russel Friend és Garrett Lerner Tévéjáték: Russel Friend, Garrett Lerner és David Shore | 2006. február 20. 2007. június 13.     | 14,18 millió |
| 36.  | 14. | A szex veszélyes fegyver… (Sex Kills)          | David Semel       | Matt Witten                                                                                       | 2006. március 7. 2007. június 20.      | 20,56 millió |
| 37.  | 15. | Tanácstalanság (Clueless)                      | Deran Sarafian    | Thomas L. Moran                                                                                   | 2006. március 28. 2007. június 27.     | 21,44 millió |
| 38.  | 16. | Biztonság (Safe)                               | Félix Alcalá      | Peter Blake                                                                                       | 2006. április 4. 2007. augusztus 29.   | 22,71 millió |
| 39.  | 17. | Mindent egy lapra (All In)                     | Fred Gerber       | David Foster                                                                                      | 2006. április 11. 2007. szeptember 5.  | 21,20 millió |
| 40.  | 18. | Odaadás (Sleeping Dogs Lie)                    | Greg Yaitanes     | Sara Hess                                                                                         | 2006. április 18. 2007. szeptember 12. | 22,64 millió |
| 41.  | 19. | House kontra Isten (House vs. God)             | John F. Showalter | Doris Egan                                                                                        | 2006. április 25. 2007. szeptember 19. | 24,52 millió |
| 42.  | 20. | Eufória 2/1. (Euphoria (Part 1))               | Deran Sarafian    | Matthew V. Lewis                                                                                  | 2006. május 2. 2007. október 3.        | 22,71 millió |
| 43.  | 21. | Eufória 2/2. (Euphoria (Part 2))               | Deran Sarafian    | Russel Friend, Garrett Lerner és David Shore                                                      | 2006. május 3. 2007. október 10.       | 17,16 millió |
| 44.  | 22. | Mindörökké (Forever)                           | Daniel Sackheim   | Liz Friedman                                                                                      | 2006. május 9. 2007. október 24.       | 24,29 millió |
| 45.  | 23. | Na, ki az apuci? (Who's Your Daddy?)           | Martha Mitchell   | Történet: Charles M. Duncan és John Mankiewicz Tévéjáték: John Mankiewicz és Lawrence Kaplow      | 2006. május 16. 2007. október 31.      | 22,38 millió |
| 46.  | 24. | Ok nélkül (No Reason)                          | David Shore       | Történet: Lawrence Kaplow és David Shore Tévéjáték: David Shore                                   | 2006. május 23. 2007. november 7.      | 25,47 millió |

## 3. évad (2006–2007)
| Sor. | Év. | Cím                                                 | Rendező             | Író | Premier                                 | Nézettség    |
| ---- | --- | --------------------------------------------------- | ------------------- | --- | --------------------------------------- | ------------ |
| 47.  | 1.  | Jelentés (Meaning)                                  | Deran Sarafian      | Történet: Russel Friend, Garrett Lerner, Lawrence Kaplow és David Shore Tévéjáték: Lawrence Kaplow és David Shore  | 2006. szeptember 5. 2007. november 21.  | 19,55 millió |
| 48.  | 2.  | Káin és Ábel (Cane and Able)                        | Daniel Sackheim     | Történet: Russel Friend, Garrett Lerner, Lawrence Kaplow és David Shore Tévéjáték: Russel Friend és Garrett Lerner | 2006. szeptember 12. 2007. november 28. | 15,74 millió |
| 49.  | 3.  | Tudatos beleegyezés (Informed Consent)              | Laura Innes         | David Foster | 2006. szeptember 19. 2007. december 5.  | 13,67 millió |
| 50.  | 4.  | Vonalak a homokban (Lines In The Sand)              | Newton Thomas Sigel | David Hoselton | 2006. szeptember 26. 2007. december 19. | 14,52 millió |
| 51.  | 5.  | A szerelem bolondjai (Fools For Love)               | David Platt         | Peter Blake | 2006. október 31. 2008. január 2.       | 14,18 millió |
| 52.  | 6.  | Lesz, ami lesz (Que Sera Sera)                      | Deran Sarafian      | Thomas L. Moran | 2006. november 7. 2008. január 9.       | 16,11 millió |
| 53.  | 7.  | A kómás fickó fia (Son of Coma Guy)                 | Dan Attias          | Doris Egan | 2006. november 14. 2008. január 16.     | 14,60 millió |
| 54.  | 8.  | Lássuk a medvét! (Whac-A-Mole)                      | Daniel Sackheim     | Pamela Davis | 2006. november 21. 2008. január 23.     | 15,20 millió |
| 55.  | 9.  | Te is fiam, Júdás? (Finding Judas)                  | Deran Sarafian      | Sara Hess | 2006. november 28. 2008. január 30.     | 17,30 millió |
| 56.  | 10. | Kiskarácsony, kiskarácsony (Merry Little Christmas) | Tony To             | Liz Friedman | 2006. december 12. 2008. február 6.     | 11,77 millió |
| 57.  | 11. | Szavakkal és tettekkel (Words and Deeds)            | Daniel Sackheim     | Leonard Dick | 2007. január 9. 2008. február 13.       | 17,78 millió |
| 58.  | 12. | Egy nap, egy szoba (One Day, One Room)              | Juan J. Campanella  | David Shore | 2007. január 30. 2008. február 20.      | 27,34 millió |
| 59.  | 13. | Tű a szénakazalban (Needle in a Haystack)           | Peter O'Fallon      | David Foster | 2007. február 6. 2008. február 27.      | 24,88 millió |
| 60.  | 14. | Érzéketlen (Insensitive)                            | Deran Sarafian      | Matthew V. Lewis                                                                                                   | 2007. február 13. 2008. március 5.      | 25,99 millió |
| 61.  | 15. | Fél-nóta (Half-Wit)                                 | Katie Jacobs        | Lawrence Kaplow | 2007. március 6. 2008. március 12.      | 24,40 millió |
| 62.  | 16. | Szigorúan titkos (Top Secret)                       | Deran Sarafian      | Thomas L. Moran | 2007. március 27. 2008. március 19.     | 20,80 millió |
| 63.  | 17. | Magzatpóz (Fetal Position)                          | Matt Shakman        | Russel Friend és Garrett Lerner                                                                                    | 2007. április 3. 2008. március 26.      | 20,35 millió |
| 64.  | 18. | Légből kapott páciens (Airborne)                    | Elodie Keene        | David Hoselton | 2007. április 10. 2008. április 2.      | 21,57 millió |
| 65.  | 19. | Légy gyerek (Act Your Age)                          | Daniel Sackheim     | Sara Hess | 2007. április 17. 2008. április 9.      | 22,41 millió |
| 66.  | 20. | Szobatisztaság (House Training)                     | Paul McCrane        | Doris Egan | 2007. április 24. 2008. április 16.     | 20,81 millió |
| 67.  | 21. | Család (Family)                                     | David Straiton      | Liz Friedman | 2007. május 1. 2008. április 23.        | 21,13 millió |
| 68.  | 22. | Felmondás (Resignation)                             | Martha Mitchell     | Pamela Davis | 2007. május 8. 2008. április 30.        | 21,36 millió |
| 69.  | 23. | A bunkó (The Jerk)                                  | Daniel Sackheim     | Leonard Dick | 2007. május 15. 2008. május 7.          | 21,19 millió |
| 70.  | 24. | Emberi hiba (Human Error)                           | Katie Jacobs        | Thomas L. Moran és Lawrence Kaplow                                                                                 | 2007. május 29. 2008. május 14.         | 17,23 millió |

## 4. évad (2007–2008)
| Sor. | Év. | Cím                                                 | Rendező             | Író                                                                                        | Premier                                  | Nézettség    |
| ---- | --- | --------------------------------------------------- | ------------------- | ------------------------------------------------------------------------------------------ | ---------------------------------------- | ------------ |
| 71.  | 1.  | Egyedül (Alone)                                     | Deran Sarafian      | Történet: Peter Blake Tévéjáték: Peter Blake és David Shore                                | 2007. szeptember 25. 2008. augusztus 27. | 14,52 millió |
| 72.  | 2.  | Túlélőgyakorlat (The Right Stuff)                   | Deran Sarafian      | Doris Egan és Leonard Dick                                                                 | 2007. október 2. 2008. szeptember 3.     | 17,44 millió |
| 73.  | 3.  | 97 másodperc (97 Seconds)                           | David Platt         | Russel Friend és Garrett Lerner                                                            | 2007. október 9. 2008. szeptember 10.    | 18,03 millió |
| 74.  | 4.  | Őrangyalok (Guardian Angels)                        | Deran Sarafian      | David Hoselton                                                                             | 2007. október 23. 2008. szeptember 17.   | 18,10 millió |
| 75.  | 5.  | Tükröm, tükröm (Mirror Mirror)                      | David Platt         | David Foster                                                                               | 2007. október 30. 2008. szeptember 24.   | 17,29 millió |
| 76.  | 6.  | Kerül, amibe kerül (Whatever It Takes)              | Juan J. Campanella  | Történet: Thomas L. Moran Tévéjáték: Thomas L. Moran és Peter Blake                        | 2007. november 6. 2008. október 1.       | 18,17 millió |
| 77.  | 7.  | Ronda (Ugly)                                        | David Straiton      | Sean Whitesell                                                                             | 2007. november 13. 2008. október 8.      | 16,95 millió |
| 78.  | 8.  | Jobb, ha nem tudja! (You Don't Want To Know)        | Lesli Linka Glatter | Sara Hess                                                                                  | 2007. november 20. 2008. október 15.     | 16,88 millió |
| 79.  | 9.  | Játékok (Games)                                     | Deran Sarafian      | Eli Attie                                                                                  | 2007. november 27. 2008. október 22.     | 16,96 millió |
| 80.  | 10. | Kis karácsony, nagy hazugság (It's A Wonderful Lie) | Matt Shakman        | Pamela Davis                                                                               | 2008. január 29. 2008. október 29.       | 22,56 millió |
| 81.  | 11. | Fagyos (Frozen)                                     | David Straiton      | Liz Friedman                                                                               | 2008. február 3. 2008. november 5.       | 29,04 millió |
| 82.  | 12. | Változás kizárva (Don't Ever Change)                | Deran Sarafian      | Doris Egan és Leonard Dick                                                                 | 2008. február 5. 2008. november 12.      | 23,15 millió |
| 83.  | 13. | A jófiúnak befellegzett (No More Mr. Nice Guy)      | Deran Sarafian      | David Hoselton és David Shore                                                              | 2008. április 28. 2008. november 19.     | 14,51 millió |
| 84.  | 14. | Álomvilág (Living the Dream)                        | David Straiton      | Sara Hess és Liz Friedman                                                                  | 2008. május 5. 2008. november 26.        | 13,26 millió |
| 85.  | 15. | House feje (House's Head)                           | Greg Yaitanes       | Történet: Doris Egan Tévéjáték: Peter Blake, David Foster, Russel Friend és Garrett Lerner | 2008. május 12. 2008. december 3.        | 14,84 millió |
| 86.  | 16. | Wilson szíve (Wilson's Heart)                       | Katie Jacobs        | Peter Blake, David Foster, Russel Friend és Garrett Lerner                                 | 2008. május 19. 2008. december 10.       | 16,16 millió |

## 5. évad (2008–2009)
| Sor. | Év. | Cím                                                     | Rendező             | Író                                                                 | Premier                                | Nézettség    |
| ---- | --- | ------------------------------------------------------- | ------------------- | ------------------------------------------------------------------- | -------------------------------------- | ------------ |
| 87.  | 1.  | A halál mindent megváltoztat (Dying Changes Everything) | Deran Sarafian      | Eli Attie                                                           | 2008. szeptember 16. 2009. március 18. | 14,77 millió |
| 88.  | 2.  | Nem rák (Not Cancer)                                    | David Straiton      | David Shore és Lawrence Kaplow                                      | 2008. szeptember 23. 2009. március 25. | 12,37 millió |
| 89.  | 3.  | Kedvezőtlen kimenetel (Adverse Events)                  | Andrew Bernstein    | Carol Green és Dustin Paddock                                       | 2008. szeptember 30. 2009. április 1.  | 12,97 millió |
| 90.  | 4.  | Apajegyek (Birthmarks)                                  | David Platt         | Doris Egan és David Foster                                          | 2008. október 14. 2009. április 8.     | 13,26 millió |
| 91.  | 5.  | A szerencsés Tizenhármas (Lucky Thirteen)               | Greg Yaitanes       | Liz Friedman és Sara Hess                                           | 2008. október 21. 2009. április 15.    | 13,08 millió |
| 92.  | 6.  | Élvezet (Joy)                                           | Deran Sarafian      | David Hoselton                                                      | 2008. október 28. 2009. április 22.    | 13,49 millió |
| 93.  | 7.  | Vágyódás (The Itch)                                     | Greg Yaitanes       | Peter Blake                                                         | 2008. november 11. 2009. április 29.   | 13,06 millió |
| 94.  | 8.  | Nagykorúság (Emancipation)                              | Jim Hayman          | Pamela Davis és Leonard Dick                                        | 2008. november 18. 2009. május 6.      | 13,26 millió |
| 95.  | 9.  | Utolsó menedék (Last Resort)                            | Katie Jacobs        | Történet: Matthew V. Lewis Tévéjáték: Matthew V. Lewis és Eli Attie | 2008. november 25. 2009. május 13.     | 12,87 millió |
| 96.  | 10. | Miért nem esznek kalácsot? (Let Them Eat Cake)          | Deran Sarafian      | Russel Friend és Garrett Lerner                                     | 2008. december 2. 2009. május 20.      | 12,51 millió |
| 97.  | 11. | Öröm a világnak (Joy To The World)                      | David Straiton      | Peter Blake                                                         | 2008. december 9. 2009. május 27.      | 14,05 millió |
| 98.  | 12. | Fájdalom nélkül (Painless)                              | Andrew Bernstein    | Thomas L. Moran és Eli Attie                                        | 2009. január 19. 2009. szeptember 23.  | 15,02 millió |
| 99.  | 13. | Nagy gyerek (Big Baby)                                  | Deran Sarafian      | Lawrence Kaplow és David Foster                                     | 2009. január 26. 2009. szeptember 30.  | 15,69 millió |
| 100. | 14. | Jó mindenek felett (The Greater Good)                   | Lesli Linka Glatter | Sara Hess                                                           | 2009. február 2. 2009. október 7.      | 14,87 millió |
| 101. | 15. | Hűtlen (Unfaithful)                                     | Greg Yaitanes       | David Hoselton                                                      | 2009. február 16. 2009. október 14.    | 14,19 millió |
| 102. | 16. | A gyengédebb én (The Softer Side)                       | Deran Sarafian      | Liz Friedman                                                        | 2009. február 23. 2009. október 21.    | 14,85 millió |
| 103. | 17. | Társadalmi szerződés (The Social Contract)              | Andrew Bernstein    | Doris Egan                                                          | 2009. március 9. 2009. október 28.     | 12,38 millió |
| 104. | 18. | Cicc-cicc! (Here Kitty)                                 | Juan J. Campanella  | Peter Blake                                                         | 2009. március 16. 2009. november 4.    | 13,13 millió |
| 105. | 19. | Bezárva (Locked In)                                     | Dan Attias          | Russel Friend, Garrett Lerner és David Foster                       | 2009. március 30. 2009. november 11.   | 12,51 millió |
| 106. | 20. | Egyszerű magyarázat (Simple Explanation)                | Greg Yaitanes       | Leonard Dick                                                        | 2009. április 6. 2009. november 18.    | 13,29 millió |
| 107. | 21. | Megmentők (Saviors)                                     | Matthew Penn        | Eli Attie és Thomas L. Moran                                        | 2009. április 13. 2009. november 25.   | 12,19 millió |
| 108. | 22. | Megosztott House (House Divided)                        | Greg Yaitanes       | Liz Friedman és Matthew V. Lewis                                    | 2009. április 27. 2009. december 2.    | 11,69 millió |
| 109. | 23. | A bőre alá is (Under My Skin)                           | David Straiton      | Lawrence Kaplow és Pamela Davis                                     | 2009. május 4. 2009. december 9.       | 12,04 millió |
| 110. | 24. | Mindkét orcádat (Both Sides Now)                        | Greg Yaitanes       | Doris Egan                                                          | 2009. május 11. 2010. március 3.       | 12,74 millió |

## 6. évad (2009–2010)
| Sor. | Év. | Cím                                      | Rendező             | Író                                                                                                   | Premier                                | Nézettség    |
| ---- | --- | ---------------------------------------- | ------------------- | --- | -------------------------------------- | ------------ |
| 111. | 1.  | Romlás 1. rész (Broken: Part 1)          | Katie Jacobs        | Russel Friend, Garrett Lerner, David Foster és David Shore                                            | 2009. szeptember 21. 2010. március 10. | 15,76 millió |
| 112. | 2.  | Romlás 2. rész (Broken: Part 2)          | Katie Jacobs        | Russel Friend, Garrett Lerner, David Foster és David Shore                                            | 2009. szeptember 21. 2010. március 17. | 15,76 millió |
| 113. | 3.  | Böhöm baki (Epic Fail)                   | Greg Yaitanes       | Sara Hess és Liz Friedman                                                                             | 2009. szeptember 28. 2010. március 24. | 14,44 millió |
| 114. | 4.  | A zsarnok (The Tyrant)                   | David Straiton      | Peter Blake                                                                                           | 2009. október 5. 2010. március 31.     | 13,74 millió |
| 115. | 5.  | Instant Karma (Instant Karma)            | Greg Yaitanes       | Thomas L. Moran                                                                                       | 2009. október 12. 2010. április 7.     | 13,50 millió |
| 116. | 6.  | Acélszív (Brave Heart)                   | Matt Shakman        | Lawrence Kaplow                                                                                       | 2009. október 19. 2010. április 14.    | 11,65 millió |
| 117. | 7.  | Ismerős ismeretlenek (Known Unknowns)    | Greg Yaitanes       | Matthew V. Lewis és Doris Egan                                                                        | 2009. november 9. 2010. április 21.    | 13,31 millió |
| 118. | 8.  | Csapatmunka (Teamwork)                   | David Straiton      | Eli Attie                                                                                             | 2009. november 16. 2010. április 28.   | 12,67 millió |
| 119. | 9.  | A tudatlanság áldás (Ignorance is Bliss) | Greg Yaitanes       | David Hoselton                                                                                        | 2009. november 23. 2010. május 5.      | 11,95 millió |
| 120. | 10. | Wilson (Wilson)                          | Lesli Linka Glatter | David Foster                                                                                          | 2009. november 30. 2010. május 12.     | 13,24 millió |
| 121. | 11. | Fű alatt (The Down Low)                  | Nick Gomez          | Sara Hess és Liz Friedman                                                                             | 2010. január 11. 2010. szeptember 8.   | 12,25 millió |
| 122. | 12. | Bűntudat (Remorse)                       | Andrew Bernstein    | Peter Blake                                                                                           | 2010. január 25. 2010. szeptember 15.  | 14,21 millió |
| 123. | 13. | Előrehaladás (Moving the Chains)         | David Straiton      | Russel Friend és Garrett Lerner                                                                       | 2010. február 1. 2010. szeptember 22.  | 13,38 millió |
| 124. | 14. | 5-től 9-ig (5 to 9)                      | Andrew Bernstein    | Thomas L. Moran                                                                                       | 2010. február 8. 2010. szeptember 29.  | 13,60 millió |
| 125. | 15. | Magánéletek (Private Lives)              | Sanford Bookstaver  | Doris Egan                                                                                            | 2010. március 8. 2010. október 6.      | 12,81 millió |
| 126. | 16. | Fekete lyuk (Black Hole)                 | Greg Yaitanes       | Lawrence Kaplow                                                                                       | 2010. március 15. 2010. október 13.    | 11,37 millió |
| 127. | 17. | Vesztegzár (Lockdown)                    | Hugh Laurie         | Történet: Eli Attie és Peter Blake Tévéjáték: Russel Friend, Garrett Lerner, Peter Blake és Eli Attie | 2010. április 12. 2010. október 20.    | 10,80 millió |
| 128. | 18. | A bukott lovag (Knight's Fall)           | Juan J. Campanella  | John C. Kelley                                                                                        | 2010. április 19. 2010. október 27.    | 10,81 millió |
| 129. | 19. | Nyitottság (Open and Shut)               | Greg Yaitanes       | Liz Friedman és Sara Hess                                                                             | 2010. április 26. 2010. november 3.    | 10,85 millió |
| 130. | 20. | A döntés (The Choice)                    | Juan J. Campanella  | David Hoselton                                                                                        | 2010. május 3. 2010. november 10.      | 9,98 millió  |
| 131. | 21. | Teher (Baggage)                          | David Straiton      | Doris Egan és David Foster                                                                            | 2010. május 10. 2010. november 17.     | 9,29 millió  |
| 132. | 22. | Segítség! (Help Me)                      | Greg Yaitanes       | Russel Friend, Garrett Lerner és Peter Blake                                                          | 2010. május 17. 2010. november 24.     | 11,06 millió |

## 7. évad (2010–2011)
| Sor. | Év. | Cím                                               | Rendező            | Író                                                                 | Premier                                | Nézettség    |
| ---- | --- | ------------------------------------------------- | ------------------ | ------------------------------------------------------------------- | -------------------------------------- | ------------ |
| 133. | 1.  | Most mi lesz? (Now what?)                         | Greg Yaitanes      | Doris Egan                                                          | 2010. szeptember 20. 2011. március 2.  | 10,54 millió |
| 134. | 2.  | Önző (Selfish)                                    | Dan Attias         | Eli Attie                                                           | 2010. szeptember 27. 2011. március 9.  | 10,18 millió |
| 135. | 3.  | Az írás elszáll... (Unwritten)                    | Greg Yaitanes      | John C. Kelley                                                      | 2010. október 4. 2011. március 16.     | 10,78 millió |
| 136. | 4.  | Masszázsterápia (Massage Therapy)                 | David Straiton     | Peter Blake                                                         | 2010. október 11. 2011. március 23.    | 9,69 millió  |
| 137. | 5.  | Nem könnyű anyának lenni! (Unplanned Parenthood)  | Greg Yaitanes      | David Foster                                                        | 2010. október 18. 2011. március 30.    | 9,65 millió  |
| 138. | 6.  | Hivatali politika (Office Politics)               | Sanford Bookstaver | Seth Hoffman                                                        | 2010. november 8. 2011. április 6.     | 9,63 millió  |
| 139. | 7.  | Fekete, akár a himlő (A Pox on our House)         | Tucker Gates       | Lawrence Kaplow                                                     | 2010. november 15. 2011. április 13.   | 10,77 millió |
| 140. | 8.  | Kis áldozatok (Small Sacrifices)                  | Greg Yaitanes      | David Hoselton                                                      | 2010. november 22. 2011. április 20.   | 9,24 millió  |
| 141. | 9.  | Hősnek lenni (Larger than Life)                   | Miguel Sapochnik   | Sara Hess                                                           | 2011. január 17. 2011. április 27.     | 10,52 millió |
| 142. | 10. | Jutalom vagy bűntett (Carrot or Stick)            | David Straiton     | Liz Friedman                                                        | 2011. január 24. 2011. május 4.        | 10,45 millió |
| 143. | 11. | Családi praxis (Family Practice)                  | Miguel Sapochnik   | Peter Blake                                                         | 2011. február 7. 2011. május 11.       | 12,33 millió |
| 144. | 12. | Erre biztosan emlékszel! (You Must Remember This) | David Platt        | Kath Lingenfelter                                                   | 2011. február 14. 2011. május 18.      | 9,86 millió  |
| 145. | 13. | Két történet (Two Stories)                        | Greg Yaitanes      | Thomas L. Moran                                                     | 2011. február 21. 2011. május 25.      | 10,41 millió |
| 146. | 14. | Válságbiztos (Recession Proof)                    | S. J. Clarkson     | John C. Kelley                                                      | 2011. február 28. 2011. augusztus 31.  | 11,01 millió |
| 147. | 15. | Repeszek (Bombshells)                             | Greg Yaitanes      | Liz Friedman és Sara Hess                                           | 2011. március 7. 2011. szeptember 7.   | 11,08 millió |
| 148. | 16. | Zuhanás (Out of the Chute)                        | Sanford Bookstaver | Lawrence Kaplow és Thomas L. Moran                                  | 2011. március 14. 2011. szeptember 14. | 10,41 millió |
| 149. | 17. | Kegyvesztett (Fall from Grace)                    | Tucker Gates       | John C. Kelley                                                      | 2011. március 21. 2011. szeptember 21. | 9,49 millió  |
| 150. | 18. | A múlt titkai (The Dig)                           | Matt Shakman       | David Hoselton és Sara Hess                                         | 2011. április 11. 2011. szeptember 28. | 8,93 millió  |
| 151. | 19. | Utolsó megkísértés (Last Temptation)              | Tim Southam        | David Foster és Liz Friedman                                        | 2011. április 18. 2011. október 5.     | 8,80 millió  |
| 152. | 20. | Változások (Changes)                              | David Straiton     | Történet: Eli Attie és Seth Hoffman Tévéjáték: Eli Attie            | 2011. május 2. 2011. október 12.       | 8,57 millió  |
| 153. | 21. | A napi betevő (The Fix)                           | Greg Yaitanes      | Történet: Thomas L. Moran Tévéjáték: Thomas L. Moran és David Shore | 2011. május 9. 2011. október 19.       | 7,94 millió  |
| 154. | 22. | Túlórázás (After Hours)                           | Miguel Sapochnik   | Seth Hoffman, Russel Friend és Garrett Lerner                       | 2011. május 16. 2011. október 26.      | 8,92 millió  |
| 155. | 23. | Továbblépés (Moving On)                           | Greg Yaitanes      | Kath Lingenfelter és Peter Blake                                    | 2011. május 23. 2011. november 2.      | 9,11 millió  |

## 8. évad (2011–2012)
| Sor. | Év. | Cím                                           | Rendező            | Író                                                          | Premier                                | Nézettség   |
| ---- | --- | --------------------------------------------- | ------------------ | ------------------------------------------------------------ | -------------------------------------- | ----------- |
| 156. | 1.  | Húsz Vicodin (Twenty Vicodin)                 | Greg Yaitanes      | Peter Blake                                                  | 2011. október 3. 2012. február 29.     | 9,78 millió |
| 157. | 2.  | Átültetés (Transplant)                        | Dan Attias         | Liz Friedman és David Foster                                 | 2011. október 10. 2012. március 7.     | 6,85 millió |
| 158. | 3.  | Jótékonyság (Charity Case)                    | Greg Yaitanes      | Sara Hess                                                    | 2011. október 17. 2012. március 14.    | 8,34 millió |
| 159. | 4.  | Kockázatos üzlet (Risky Business)             | Sanford Bookstaver | Seth Hoffman                                                 | 2011. október 31. 2012. március 21.    | 6,65 millió |
| 160. | 5.  | A vallomás (The Confession)                   | Kate Woods         | John C. Kelley                                               | 2011. november 7. 2012. március 28.    | 7,55 millió |
| 161. | 6.  | Szülők (Parents)                              | Greg Yaitanes      | Eli Attie                                                    | 2011. november 14. 2012. április 4.    | 6,63 millió |
| 162. | 7.  | Holtan eltemetve (Dead & Buried)              | Miguel Sapochnik   | David Hoselton                                               | 2011. november 21. 2012. április 11.   | 7,46 millió |
| 163. | 8.  | A paranoia veszélyei (Perils of Paranoia)     | David Straiton     | Thomas L. Moran                                              | 2011. november 28. 2012. április 18.   | 7,41 millió |
| 164. | 9.  | Jobbik fél (Better Half)                      | Greg Yaitanes      | Kath Lingenfelter                                            | 2012. január 23. 2012. április 25.     | 8,76 millió |
| 165. | 10. | Szökevények (Runaways)                        | Sanford Bookstaver | Marqui Jackson                                               | 2012. január 30. 2012. május 2.        | 8,73 millió |
| 166. | 11. | Senki sem hibás (Nobody's Fault)              | Greg Yaitanes      | David Foster, Russel Friend és Garrett Lerner                | 2012. február 6. 2012. május 9.        | 7,09 millió |
| 167. | 12. | Chase (Chase)                                 | Matt Shakman       | Peter Blake és Eli Attie                                     | 2012. február 13. 2012. augusztus 29.  | 7,16 millió |
| 168. | 13. | A ház ura (Man of the House)                  | Colin Bucksey      | Sara Hess és Liz Friedman                                    | 2012. február 20. 2012. szeptember 5.  | 7,08 millió |
| 169. | 14. | A szerelem vak (Love is Blind)                | Tim Southam        | John C. Kelley                                               | 2012. február 27. 2012. szeptember 12. | 5,94 millió |
| 170. | 15. | Árulkodás (Blowing the Whistle)               | Julian Higgins     | Történet: Danny Weiss Tévéjáték: Danny Weiss és Seth Hoffman | 2012. április 2. 2012. szeptember 19.  | 6,67 millió |
| 171. | 16. | Belső kényszer (Gut Check)                    | Miguel Sapochnik   | Jamie Conway és David Hoselton                               | 2012. április 9. 2012. szeptember 26.  | 6,01 millió |
| 172. | 17. | Ki kelti ki a kiscsibéket? (We Need The Eggs) | David Straiton     | Peter Blake és Sara Hess                                     | 2012. április 16. 2012. október 3.     | 5,61 millió |
| 173. | 18. | Test és lélek (Body and Soul)                 | Stefan Schwartz    | Dustin Paddock                                               | 2012. április 23. 2012. október 10.    | 6,49 millió |
| 174. | 19. | A rák (The C Word)                            | Hugh Laurie        | John C. Kelley és Marqui Jackson                             | 2012. április 30. 2012. október 17.    | 6,45 millió |
| 175. | 20. | Post Mortem (Post Mortem)                     | Peter Weller       | David Hoselton és Kath Lingenfelter                          | 2012. május 7. 2012. október 24.       | 6,09 millió |
| 176. | 21. | Kitartás (Holding On)                         | Miguel Sapochnik   | Russel Friend, Garrett Lerner és David Foster                | 2012. május 14. 2012. október 31.      | 6,45 millió |
| 177. | 22. | Mindenki meghal (Everybody Dies)              | David Shore        | David Shore, Peter Blake és Eli Attie                        | 2012. május 21. 2012. november 7.      | 8,72 millió |